# Nocturne (canción)
«Nocturne» (en español: "Nocturno") es una canción del dúo Secret Garden que ganó el Festival de la Canción de Eurovisión 1995 representando a Noruega. La canción fue interpretada en el concurso por Secret Garden acompañados de dos músicos invitados; la vocalista noruega Gunnhild Tvinnereim y la sueca Åsa Jinder con la nyckelharpa.
Se trata de una canción de estilo new age, principalmente instrumental. La letra suma en total 24 palabras, y la vocalista interviene brevemente solo al principio y al final de la canción. El intermezzo de violín interpretado por la irlandesa Fionnuala Sherry toma el protagonismo en la mayor parte.

## Eurovisión 1995
En la noche del festival celebrada en Dublín, la canción fue interpretada en 5º lugar de 23 canciones. Al final de la votación había recibido 148 puntos, siendo declarada ganadora. 
Fue la segunda victoria para el autor de la canción y miembro del dúo Rolf Løvland, quien ya había compuesto la canción ganadora de Eurovisión 1985, "La det swinge", del dúo pop Bobbysocks, la única ganadora noruega hasta ese momento. 
«Nocturne» destaca entre las canciones ganadoras de Eurovisión por ser la única principalmente instrumental.

## Recorrido comercial
«Nocturne» nunca fue publicada como sencillo en la propia Noruega. La primera publicación como sencillo sería una versión paródica por parte de la banda Dusty Cowshit, la cual llegó al puesto #16 en la lista de ventas noruega en 1996. Sin embargo sí que fue lanzada como sencillo en el resto de Escandinavia y Europa en una versión en inglés, llegando al número #26 en Suecia, #6 en Bélgica (Flandes), #24 en Bélgica (Valonia) y #20 en los Países Bajos.
«Nocturne» fue incluida en el primer álbum de Secret Garden, Songs from a Secret Garden, que obtuvo diferentes certificaciones de oro y platino en varios países, y permaneció casi dos años en la lista New Age de Estados Unidos. El nóveno álbum de Secret Garden Inside I'm Singing (2007) incluye una nueva versión.